# Antal Péter (labdarúgó)
Antal Péter (Budapest, 1948. december 3. –) labdarúgó, középpályás, edző, sportvezető.

## Pályafutása

### Játékosként
1968 és 1972 között a Vasas labdarúgója volt. 1968. május 26-án mutatkozott be az élvonalban az MTK ellen, ahol csapata 2–0-s győzelmet aratott. Tagja volt az 1968-as és 1970–71-es bajnoki bronzérmes csapatnak. 1972 és 1976 között a SZEOL AK csapatában játszott. 1976 és 1979 között a Vasas Izzó játékosa volt. Az élvonalban összesen 120 mérkőzésen szerepelt és 23 gólt szerzett. 1982 és 2012 között a Vasasnál dolgozott különböző edzői állásokban illetve technikai vezetőként.

### Edzőként
1980 és 1982 között Váci Izzó MTE csapatánál dolgozott. Először, mint utánpótlás majd, mint másodedző. 1982 és 1986 között a Vasas utánpótlás csapatainál tevékenykedett, az 1985–86-os idényben az első csapat pályaedzője. 1986 és 1988 között a Ganz-MÁVAG, az 1988–89-es idényben az Építők SE vezetőedzője volt. 1990 és 1992 között ismét a Vasas utánpótlás csapataival foglalkozott. Az 1992–93-as idényre a kuvaiti Al-Tadhamon csapatának edzője volt. 1993 júliusa és október között a Szeged SC, 1994 és 1996 között a REAC vezetőedzője volt. 1997 és 2012 között a Vasas technikai vezetője volt. Két alkalommal rövid időre a csapat vezetőedzője is volt. 2002 novemberében a másodosztályban és 2005 decemberében az élvonalban.

## Sikerei, díjai
- Magyar bajnokság
  - 3.: 1968, 1970–71